# Ilampillai
Ilampillai è una suddivisione dell'India, classificata come town panchayat, di 10.629 abitanti, situata nel distretto di Salem, nello stato federato del Tamil Nadu. In base al numero di abitanti la città rientra nella classe IV (da 10.000 a 19.999 persone).

## Geografia fisica
La città è situata a 11° 35' 60 N e 78° 0' 0 E e ha un'altitudine di 256 m s.l.m..

## Società

### Evoluzione demografica
Al censimento del 2001 la popolazione di Ilampillai assommava a 10.629 persone, delle quali 5.464 maschi e 5.165 femmine. I bambini di età inferiore o uguale ai sei anni assommavano a 1.131, dei quali 589 maschi e 542 femmine. Infine, coloro che erano in grado di saper almeno leggere e scrivere erano 7.848, dei quali 4.458 maschi e 3.390 femmine.